# Tropihypnus bicarinatus
Tropihypnus bicarinatus is een keversoort uit de familie kniptorren (Elateridae). De wetenschappelijke naam van de soort is voor het eerst geldig gepubliceerd in 1908 door Fleutiaux.